# Blanche Selva

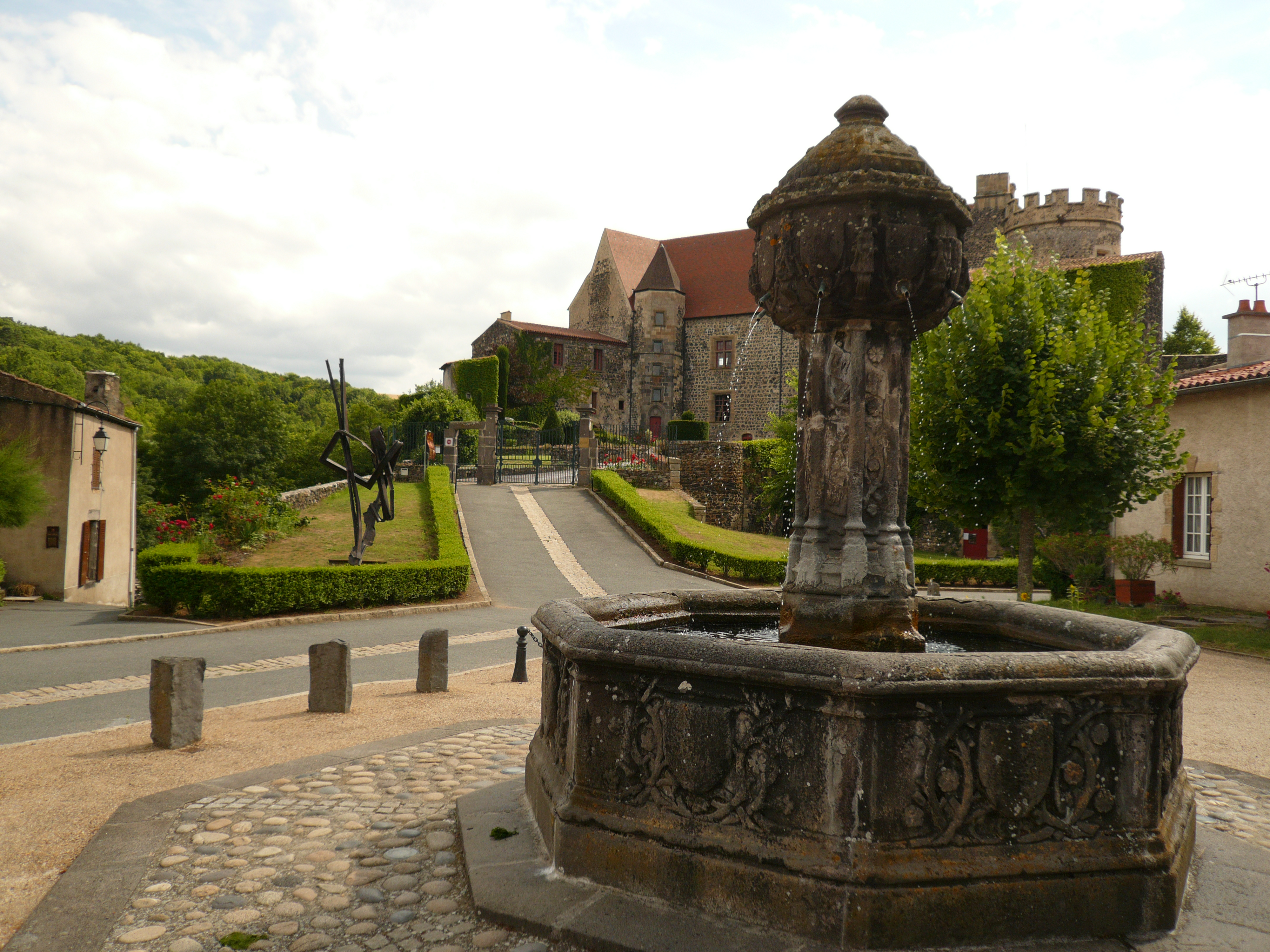
Saint-Saturnin con su fuente renacentista y a su izquierda, la casita donde vivió Blanche Selva dede septiembre de 1938.

Marie Blanche Selva (Brive-la-Gaillarde (Corrèze), 29 de enero de 1884 - Saint-Amant-Tallende (Puy-de-Dôme), 3 de diciembre de 1942) fue una pianista, pedagoga, escritora y compositora francesa. 
Tuvo una influencia significativa en el método de enseñanza del piano y estrenó en diferentes fechas y lugares las doce piezas de la Suite Iberia de Isaac Albéniz.

## Biografía
La familia de Blanche Selva era originaria de Los Masos (Pyrénées-Orientales), Francia. Su padre, Gaudérique, era un representante de ventas español y estaba en Brive cuando nació Blanche. Después, la familia, por el oficio de su padre, se mudó a Limoges, Marsella y París. Comenzó a tocar piano a los cuatro años y medio con profesores privados y en 1893 ingresó en la clase preparatoria del Conservatorio Nacional de Música y Declamación de Sophie Chéné, es admitida como oyente por no tener todavía la edad requerida y ya como alumna, el 4 de noviembre, y al finalizar el curso, obtuvo su primera medalla como pianista. Dejó el conservatorio en junio de 1896, después de pasar un año en la clase de Alphonse Duvernoy (conocido por su música de piano para principiantes).
Fue fundamentalmente autodidacta, trabaja muy duro y aprovechando que su familia se instala en Ginebra en 1897, Blanche da su primer concierto público en Lausana y luego en Montreux además de comenzar a enseñar piano. A los dieciséis años, su encuentro con Vincent d'Indy fue decisivo, tomando cursos de composición y la nombró profesora de piano en la Schola Cantorum de París, donde estaría entre 1901 y 1922.
Con d'Indy, compartiría valores esenciales artísticos, convirtiéndose en la principal intérprete de sus obras y llegando a ser considerada como su hija espiritual. Durante veinte años, fue una de las más fervientes propagadoras de la música de la familia "Scholiste". En 1903, presentó las Variaciones Goldberg de J. S. Bach en Francia y un año más tarde, interpretó al piano, en diecisiete conciertos, la primera integral para teclado de Bach (uno de sus compositores favoritos). Las anotaciones y los consejos interpretativos que escribe sobre las partituras del maestro de capilla de Iglesia de Santo Tomás de Leipzig siguen siendo válidos.
Tutelada por d'Indy, mantiene reuniones con un selecto círculo de músicos como Déodat de Séverac, Albert Roussel, Isaac Albéniz, Paul Dukas, Pierre Lalo, Octave Maus, Joseph Canteloube, Marcel Labey o Albéric Magnard. Isaac Albéniz le pide que haga una relectura de su Suite Iberia para piano, cuyas dificultades técnicas y novedades pianísticas, domina con éxito. Fue la intérprete que estrenó entre 1906 y 1909 la totalidad de Iberia en Francia. Albéniz la dedicó el segundo Cuaderno con las tres piezas de la Suite, estrenadas por ella en San Juan de Luz en septiembre de 1907. 
Fue una de las propagandistas más fuertes de la música francesa moderna de principios del siglo XX, interpretando y estrenando obras para piano de Debussy, Ravel, Arthur Honegger, Albert Roussel, Paul Dukas, Marcel Labey o Déodat de Séverac, pero también de otros como Rajmáninov. Fue de las pocas pianistas de Francia que se especializó en la interpretación de compositores checos, como Smetana, lo que la hizo muy popular allí.
El compositor checo Leos Janacek decía de Blanche Selva:

"Sus dedos siembran el viento, difunden el perfume, producen niebla y tejen el brillo del sol".

Compone muy poco, melodías, piezas para piano y un oratorio. Admirada por los grandes pianistas de su tiempo, fue, en su época, una de las pianistas francesas más reconocidas. Recorrió Francia y Europa para ofrecer conciertos y recitales, a menudo acompañados de conferencias explicativas.
De 1920 a 1924 se dedicó a la promoción de la música checa en Francia y dio a conocer la música francesa en Europa Central. Dividió su tiempo entre el puesto de profesora en el Conservatorio de Estrasburgo, el de Praga y en la Escuela Normal de Música de París. Al mismo tiempo, fundó su propia escuela, formando profesores diplomados según su método. Esta red de profesores se extendió por toda Francia.
A finales de 1924 se traslada a Barcelona donde funda su propia academia y forma dúo con el violinista barcelonés Joan Massià. Este dúo presenta una serie de conciertos en Madrid, Montpellier, Nîmes, Alès, Aviñón o Bayonne. En 1930, su carrera como intérprete se vio interrumpida repentinamente por una parálisis pero, sin embargo, continuó su labor docente con energía y en 1934, dentro de la Associació Obrera de Concerts fundada por Pau Casals, y organizó la academia de Estudis Musicals Blanca Selva (cambia su nombre de Blanche) en Barcelona. Abandonó Barcelona en 1936 a causa de la guerra civil y se instaló, tras una corta estancia en Moulins (Allier), en Saint-Saturnin (Place de l'Ormeau) y luego trasladada desde su casa, muy enferma, a un centro dirigido por monjas ubicado en Saint-Amant-Tallende (en Puy-de-Dôme) donde murió en diciembre de 1942 en la soledad y la indigencia. Descansa en el cementerio de Saint-Saturnin ubicado en el camino a Aydat donde en un epitafio aparecen, en particular, las siguientes palabras: "Bondad - Belleza - Verdad".

## Escritos
Blanche Selva fue traductora y transcriptora, pero su trabajo principal es una monumental obra de 7 volúmenes sobre la técnica pianística:
- L'Enseignement musical de la Technique du Piano, París, 1916 a 1925.

Este libro propone un enfoque radicalmente nuevo para tocar el piano. Su predilección por los gestos amplios de los brazos y sus descripciones detalladas de los tipos de ataque más inusuales, combinados con la atención constante al tono-color resultante, hacen de este libro una contribución única a la historia del piano y su literatura.
También publicó artículos profesionales en revistas y diarios como Tablettes de la Schola, Le Monde Musical, La Revue Musicale y Revista Musical Catalana. Sus otros escritos incluyen:
- La Sonate, Étude de son évolution historique et expressive en vue de l'interprétation et de l'audition, París 1913.
- Quelques mots sur la sonate, París, 1914.
- Les Sonates de Beethoven per a piano i per a piano i violí, Barcelona 1927.[10]
- Déodat de Séverac, París 1930.

## Composiciones
Las composiciones seleccionadas incluyen:

### Música para piano u órgano
- Paysage au soleil couchant (1904)
- Suite (Prélude, Allemande, Courante, Burla, Chanson, Farandole) para piano (1904)
- Cloches dans la brume para piano (1905)
- Cloches au soleil para piano (1905)
- Pièces para piano (1908)
- Petite pièce para órgano (1908)
- La Vasque aux Colombes (1921)
- Primers Jocs para piano (1931)
- Le jeu du pentacorde qui vole, ejercicio para piano (1940)
- Transcripciones para piano de obras de Vincent d'Indy y César Franck (1910-1912)

### Música de cámara
- La Nuit de la Purissima (1929)
- Quatre pièces pour violon et piano (1934)

### Música vocal y coral
- Les Ancêtres du Lys (1905)
- Rosaire según Francis Jammes (1906)
- Venez sous la tonnelle según Francis Jammes (1908)
- Muntanya blava para voz y piano (1928)
- Mes de Maria para voz y piano (1929)
- Dix mélodies sur des poèmes catalans (1935)
- La Farigola (1926)
- El Tronc (1929)
- Quicumque Enim Spiritu Dei Aguntur (1929)
- Pensament Matinal (1931)
- O Fleurs des fleurs según Blanche Selva (1939)

### Música orquestal
- Poème de la Resureccio ou Oratorio pascal (Manuscrito perdido, 1938)

## Discografía
Algunos trabajos de Blanche Selva han sido grabados y editados en CD:
- Blanche Selva, une promenade musicale (registro histórico de Blanche Selva. Association Blanche Selva y Centre International Albert Roussel)
- Malibran-Music (Association and Blanche Selva 2002)
- Blanche Selva, Chants de lumières: Amanda Favier, violín, Jacqueline Laurin, soprano y Laurent Martin, piano (Ligia)

## Premio Blanche Selva
En 1994, Françoise Thinat estableció el nombre “Prix Blanche Selva” al primer premio del Concurso Internacional de Piano de Orleans, que reconoce cada dos años a jóvenes pianistas de valor internacional.